# Ángela María Barceló Martorell
Ángela María Barceló Martorell (Benidorm, 17 de maig de 1953) és una política valenciana, diputada a les Corts Valencianes en la VII i VIII legislatures.
Filla de Miguel Barceló, promotor immobiliari a Terra Mítica, germana de Rosa Barceló i cunyada d'Eduardo Zaplana. A més és mare d'Agustín Almodóbar Barceló, senador des del 2008 en substitució del seu iaio Miguel Barceló.
Militant del Partit Popular, ha estat regidora de l'ajuntament de Benidorm (1995-2011) i diputada per la circumscripció d'Alacant a les eleccions a les Corts Valencianes de 2007 i de 2011. El 2005 optà a la presidència local del PPCV perdent davant Gema Amor.